# Dimorphotricha australis
Dimorphotricha australis är en svampart som beskrevs av Spooner 1987. Dimorphotricha australis ingår i släktet Dimorphotricha och familjen Hyaloscyphaceae.   Inga underarter finns listade i Catalogue of Life.